# Luiz Sayão

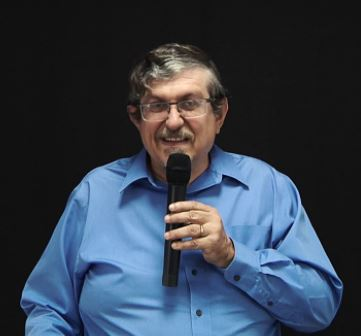
Luiz Sayão, März 2020, São Paulo, Brasilien

Luiz Alberto Teixeira Sayão (* 19. April 1963 in São Paulo) ist ein brasilianischer Radiohost (Rota 66 auf Rádio Trans Mundial). Der Bibelwissenschaftler mit Schwerpunkt Hebraistik ist emeritierter Rektor der privaten theologischen Hochschule Seminário Teológico Batista do Sul. in Rio de Janeiro und nunmehriger Rektor der paulistaner theologischen Hochschule Faculdade Batista Teológica.
Luiz Sayão hat führend an mehreren Bibelübersetzungen mitgearbeitet. Dazu zählen seine Beiträge zur Nova Versão Internacional, Bíblia Almeida Século 21 und A Mensagem, wo er vor allem an der Übersetzung des Alten Testaments aus dem Hebräischen ins brasilianische Portugiesisch mitwirkte.
Er hat Medienauftritte in Fernseh- und Radiosendungen sowie sozialen Medien über biblische Themen und Israel-Reisen zu historischen Stätten. Er ist Moderator einer täglichen halbstündigen Radiosendung Rota 66. von Rádio Trans Mundial, der brasilianischen Version von Trans World Radio.
Luiz Sayão ist Autor zahlreicher Bücher, hauptsächlich zu biblischen Themen. Er unternimmt Vortragsreisen in Nord- und Südamerika, Europa und Asien.
Seit 2007 ist er Gründungsmitglied und Pastor einer paulistaner Baptistengemeinde.